# Jure Kopušar
Jure Kopušar, slovenski dramski igralec; *1988, Ljubljana, Slovenija.
Jure Kopušar se je rodil leta 1988 v Ljubljani. V Trstu je obiskoval srednjo šolo in gledališko šolo Studio Art. Leta 2008 se je vpisal na Akademija za gledališče, radio, film in televizijo v Ljubljani; diplomiral je leta 2012. Že v času pred študijem in med njim je sodeloval v Slovenskem stalnem gledališču Trst, Lutkovnem gledališču Ljubljana in Mestnem gledališču ljubljanskem. Od jeseni leta 2016 je član ansambla SNG Nova Gorica.

## Nagrade
- 2011 – študentska Severjeva nagrada za vlogo Tartuffa[1]